# Valdevino José da Silva
Valdevino José da Silva, conhecido como Índio (Cuiabá, 6 de junho de 1958), é um ex-futebolista e treinador brasileiro. Centroavante, foi a autor do gol do Coritiba Foot Ball Club na final do Campeonato Brasileiro de Futebol de 1985 contra o Bangu Atlético Clube. Com o empate de 1 a 1 no tempo normal e na prorrogação, o clube paranaense sagrou-se campeão nacional na disputa por pênaltis.

## Carreira

### Futebolista
Iniciou a carreira no time de base do Club de Regatas Vasco da Gama em 1977, passando rapidamente pelo time profissional. Em 1980, foi contratado pelo Esporte Clube São Bento e após destacar-se no clube de Sorocaba, foi contratado pelo Coritiba em 1984. Pouco tempo depois de ser campeão brasileiro e campeão paranaense de 1986 pelo clube de Curitiba, foi transferido para o Sport Club Corinthians Paulista em meados de 1986, mas não conseguindo ser titular durante o período que esteve no alinegro paulista, entre 1986 e 1987, participando de 17 partidas e marcando apenas três gols, em meados de 1987 foi transferido para o Associação Atlética Internacional de Limeira.
Encerrou a carreira de futebolista após a temporada de 1993, jogando no América Futebol Clube de Natal, porém, antes do time potiguar, jogou em clubes do Paraná, como o Pinheiros Esporte Clube em 1989.
É um dos ídolos do Coritiba, sendo o segundo artilheiro com mais gols da década de 1980 e o artilheiro do clube no campeonato brasileiro de 1985.

### Treinador
Após a aposentadoria dos gramados, fez um curso de treinador, exercendo a profissão no Moto Club de São Luís e no Aperibeense Futebol Clube onde foi vice-campeão da terceira divisão do campeonato fluminense, no Serrano Foot Ball Club, entre outros.